# Lycianthes hawkesiana
Lycianthes hawkesiana är en potatisväxtart som beskrevs av D'arcy. Lycianthes hawkesiana ingår i Himmelsögonsläktet som ingår i familjen potatisväxter. Inga underarter finns listade i Catalogue of Life.